# Ośno Wąskotorowe
Ośno Wieś – nieczynna wąskotorowa stacja kolejowa w Mieleszynie, w powiecie gnieźnieńskim, w województwie wielkopolskim.